# Élections cantonales de 1992 dans l'Isère
Les élections cantonales ont eu lieu les 22 et 29 mars 1992.
Lors de ces élections, 29 des 58 cantons de l'Isère ont été renouvelés. Elles ont vu la reconduction de la majorité RPR dirigée par Alain Carignon, président du conseil général depuis 1985.

## Résultats à l’échelle du département
Répartition départementale des résultats (2e tour).
- PCF (13,09 %)
- PS (21,26 %)
- Majorité (7,14 %)
- Verts (1,73 %)
- RPR (21,16 %)
- UDF (17,74 %)
- DVD (10,47 %)
- FN (7,42 %)

| Étiquette      | Étiquette                          | Premier tour | Premier tour | Second tour | Second tour | Sièges |
| Étiquette      | Étiquette                          | Voix         | %            | Voix        | %           | Sièges |
| -------------- | ---------------------------------- | ------------ | ------------ | ----------- | ----------- | ------ |
|                | Parti socialiste                   | 32 475       | 16,67        | 28 482      | 21,26       | 4      |
|                | Parti communiste français          | 21 057       | 10,81        | 17 536      | 13,09       | 3      |
|                | Majorité présidentielle            | 17 824       | 9,15         | 9 563       | 7,14        | 4      |
|                | Extrème gauche                     | 1 505        | 0,77         |             |             |        |
| Gauche         | Gauche                             | 72 861       | 37,40        | 55 581      | 41,49       | 11     |
|                |                                    |              |              |             |             |        |
|                | Union pour la démocratie française | 34 711       | 17,82        | 23 766      | 17,74       | 8      |
|                | Front national                     | 27 901       | 14,33        | 9 941       | 7,42        | 0      |
|                | Rassemblement pour la République   | 24 768       | 12,72        | 28 344      | 21,16       | 7      |
|                | Divers droite                      | 18 846       | 9,68         | 14 021      | 10,47       | 3      |
| Droite         | Droite                             | 106 226      | 54,55        | 76 072      | 56,79       | 18     |
|                |                                    |              |              |             |             |        |
|                | Les Verts                          | 13 356       | 6,86         | 2 323       | 1,73        | 0      |
|                | Génération écologie                | 2 325        | 1,19         |             |             |        |
| Écologistes    | Écologistes                        | 15 681       | 8,05         | 2 323       | 1,73        | 0      |
|                |                                    |              |              |             |             |        |
| Inscrits       | Inscrits                           | 298 887      | 100,00       | 242 479     | 100,00      |        |
| Abstention     | Abstention                         | 95 247       | 31,87        | 99 391      | 40,99       |        |
| Votants        | Votants                            | 203 640      | 68,13        | 143 088     | 59,01       |        |
| Blancs et nuls | Blancs et nuls                     | 8 872        | 4,36         | 9 112       | 6,37        |        |
| Exprimés       | Exprimés                           | 194 768      | 95,64        | 133 976     | 93,63       |        |

## Résultats par canton

### Canton du Bourg-d'Oisans
| Candidats      | Candidats           | Étiquette      | Premier tour | Premier tour |
| Candidats      | Candidats           | Étiquette      | Voix         | %            |
| -------------- | ------------------- | -------------- | ------------ | ------------ |
|                | Jean-Guy Cupillard* | RPR            | 3 106        | 62,72        |
|                | Roland Martin       | PS             | 946          | 19,10        |
|                | Beatrice Vellieux   | FN             | 501          | 10,12        |
|                | Patrick Mondon      | PCF            | 399          | 8,06         |
|                |                     |                |              |              |
| Inscrits       | Inscrits            | Inscrits       | 7 934        | 100,00       |
| Abstention     | Abstention          | Abstention     | 2 720        | 34,28        |
| Votants        | Votants             | Votants        | 5 214        | 65,72        |
| Blancs et nuls | Blancs et nuls      | Blancs et nuls | 262          | 5,02         |
| Exprimés       | Exprimés            | Exprimés       | 4 952        | 94,98        |

*sortant

### Canton de Bourgoin-Jallieu-Sud
| Candidats      | Candidats          | Étiquette      | Premier tour | Premier tour | Second tour | Second tour |
| Candidats      | Candidats          | Étiquette      | Voix         | %            | Voix        | %           |
| -------------- | ------------------ | -------------- | ------------ | ------------ | ----------- | ----------- |
|                | Pierre Grataloup*  | DVD            | 2 805        | 36,23        | 3 455       | 48,84       |
|                | Christian Vellieux | FN             | 1 489        | 19,23        | 1 455       | 20,57       |
|                | Alain Cottalorda   | PS             | 1 351        | 17,45        | 2 164       | 30,59       |
|                | Michel Rival       | PCF            | 734          | 9,48         |             |             |
|                | Fernand Bottu      | DVD            | 547          | 7,06         |             |             |
|                | Charles Lambert    | PS             | 429          | 5,54         |             |             |
|                | Gilbert Sutter     | Verts          | 388          | 5,01         |             |             |
|                |                    |                |              |              |             |             |
| Inscrits       | Inscrits           | Inscrits       | 12 405       | 100,00       | 12 405      | 100,00      |
| Abstention     | Abstention         | Abstention     | 4 306        | 34,71        | 5 003       | 40,33       |
| Votants        | Votants            | Votants        | 8 099        | 65,29        | 7 402       | 59,67       |
| Blancs et nuls | Blancs et nuls     | Blancs et nuls | 356          | 4,40         | 328         | 4,43        |
| Exprimés       | Exprimés           | Exprimés       | 7 743        | 95,60        | 7 074       | 95,57       |

*sortant

### Canton de Clelles
| Candidats      | Candidats          | Étiquette      | Premier tour | Premier tour |
| Candidats      | Candidats          | Étiquette      | Voix         | %            |
| -------------- | ------------------ | -------------- | ------------ | ------------ |
|                | Pierre Gimel*      | RPR            | 625          | 52,08        |
|                | Christophe Gontard | PS             | 365          | 30,42        |
|                | Samuel Martin      | Verts          | 107          | 8,92         |
|                | Etienne Lebourg    | FN             | 72           | 6,00         |
|                | Claudine Bajard    | PCF            | 31           | 2,58         |
|                |                    |                |              |              |
| Inscrits       | Inscrits           | Inscrits       | 1 530        | 100,00       |
| Abstention     | Abstention         | Abstention     | 302          | 19,74        |
| Votants        | Votants            | Votants        | 1 228        | 80,26        |
| Blancs et nuls | Blancs et nuls     | Blancs et nuls | 28           | 2,28         |
| Exprimés       | Exprimés           | Exprimés       | 1 200        | 97,72        |

*sortant

### Canton de Corps
| Candidats      | Candidats          | Étiquette      | Premier tour | Premier tour |
| Candidats      | Candidats          | Étiquette      | Voix         | %            |
| -------------- | ------------------ | -------------- | ------------ | ------------ |
|                | Gérard Cardin*     | PS             | 740          | 51,53        |
|                | René Bernard       | DVD            | 335          | 23,33        |
|                | Colette Bondarnaud | PS             | 172          | 11,98        |
|                | Pierre Aufort      | FN             | 129          | 8,98         |
|                | Jacques Gillio-Tos | PCF            | 60           | 4,18         |
|                |                    |                |              |              |
| Inscrits       | Inscrits           | Inscrits       | 2 002        | 100,00       |
| Abstention     | Abstention         | Abstention     | 485          | 24,23        |
| Votants        | Votants            | Votants        | 1 517        | 75,77        |
| Blancs et nuls | Blancs et nuls     | Blancs et nuls | 81           | 5,34         |
| Exprimés       | Exprimés           | Exprimés       | 1 436        | 94,66        |

*sortant

### Canton de Crémieu
| Candidats      | Candidats             | Étiquette      | Premier tour | Premier tour |
| Candidats      | Candidats             | Étiquette      | Voix         | %            |
| -------------- | --------------------- | -------------- | ------------ | ------------ |
|                | Alain Moyne-Bressand* | UDF            | 5 392        | 56,40        |
|                | André Paviet-Salomon  | PS             | 1 950        | 20,40        |
|                | Annie Portocaloglou   | FN             | 1 698        | 17,76        |
|                | Bernard Bourgier      | PCF            | 520          | 5,44         |
|                |                       |                |              |              |
| Inscrits       | Inscrits              | Inscrits       | 14 836       | 100,00       |
| Abstention     | Abstention            | Abstention     | 4 780        | 32,22        |
| Votants        | Votants               | Votants        | 10 056       | 67,78        |
| Blancs et nuls | Blancs et nuls        | Blancs et nuls | 496          | 4,93         |
| Exprimés       | Exprimés              | Exprimés       | 9 560        | 95,07        |

*sortant

### Canton d'Echirolles-Est
| Candidats      | Candidats             | Étiquette      | Premier tour | Premier tour | Second tour | Second tour |
| Candidats      | Candidats             | Étiquette      | Voix         | %            | Voix        | %           |
| -------------- | --------------------- | -------------- | ------------ | ------------ | ----------- | ----------- |
|                | Claude Bertrand       | PCF            | 1 682        | 31,68        | 2 067       | 46,23       |
|                | Alain Arvin-Bérod*    | PS             | 1 064        | 20,04        | 1 595       | 35,67       |
|                | Michel d'Ornano       | FN             | 818          | 15,40        | 809         | 18,09       |
|                | Christelle Bernard    | PS             | 444          | 8,36         |             |             |
|                | Jean Pic              | DVD            | 371          | 6,99         |             |             |
|                | Jean-Christophe Houde | Verts          | 287          | 5,40         |             |             |
|                | Michele Bednarek      | GE             | 273          | 5,14         |             |             |
|                | Christian Descombat   | UDF            | 246          | 4,63         |             |             |
|                | Muriel Lecocq         | DVD            | 125          | 2,35         |             |             |
|                |                       |                |              |              |             |             |
| Inscrits       | Inscrits              | Inscrits       | 8 172        | 100,00       | 8 172       | 100,00      |
| Abstention     | Abstention            | Abstention     | 2 702        | 33,06        | 3 525       | 43,14       |
| Votants        | Votants               | Votants        | 5 470        | 66,94        | 4 647       | 56,86       |
| Blancs et nuls | Blancs et nuls        | Blancs et nuls | 160          | 2,93         | 176         | 3,79        |
| Exprimés       | Exprimés              | Exprimés       | 5 310        | 97,07        | 4 471       | 96,21       |

*sortant

### Canton de Fontaine-Sassenage
| Candidats      | Candidats          | Étiquette      | Premier tour | Premier tour | Second tour | Second tour |
| Candidats      | Candidats          | Étiquette      | Voix         | %            | Voix        | %           |
| -------------- | ------------------ | -------------- | ------------ | ------------ | ----------- | ----------- |
|                | Dominique Valeille | RPR            | 2 439        | 24,83        | 4 620       | 54,69       |
|                | Yannick Boulard*   | PCF            | 2 205        | 22,45        | 3 827       | 45,31       |
|                | Alain Chaplais     | PS             | 1 806        | 18,39        | Retrait     | Retrait     |
|                | Hélène Rival       | FN             | 1 420        | 14,46        |             |             |
|                | Gregg West         | Verts          | 782          | 7,96         |             |             |
|                | Philippe Giaccone  | GE             | 624          | 6,35         |             |             |
|                | Christian Faure    | DVD            | 546          | 5,56         |             |             |
|                |                    |                |              |              |             |             |
| Inscrits       | Inscrits           | Inscrits       | 15 385       | 100,00       | 15 385      | 100,00      |
| Abstention     | Abstention         | Abstention     | 5 157        | 33,52        | 6 289       | 40,88       |
| Votants        | Votants            | Votants        | 10 228       | 66,48        | 9 096       | 59,12       |
| Blancs et nuls | Blancs et nuls     | Blancs et nuls | 406          | 3,97         | 649         | 7,14        |
| Exprimés       | Exprimés           | Exprimés       | 9 822        | 96,03        | 8 447       | 92,86       |

*sortant

### Canton du Grand-Lemps
| Candidats      | Candidats          | Étiquette      | Premier tour | Premier tour | Second tour | Second tour |
| Candidats      | Candidats          | Étiquette      | Voix         | %            | Voix        | %           |
| -------------- | ------------------ | -------------- | ------------ | ------------ | ----------- | ----------- |
|                | Pierre Barnier     | DVD            | 1 531        | 27,56        | 2 450       | 48,76       |
|                | Bernard Vial       | PS             | 804          | 14,47        | 1 502       | 29,89       |
|                | Gérard Mathan      | DVD            | 792          | 14,26        | 1 073       | 21,35       |
|                | Anne de Virieu     | DVD            | 697          | 12,55        |             |             |
|                | Maurice Faurobert  | FN             | 567          | 10,21        |             |             |
|                | Jean-Paul Cecillon | Verts          | 522          | 9,40         |             |             |
|                | Charles Combalot   | PCF            | 475          | 8,55         |             |             |
|                | Denis Gudet        | Verts          | 167          | 3,01         |             |             |
|                |                    |                |              |              |             |             |
| Inscrits       | Inscrits           | Inscrits       | 7 867        | 100,00       | 7 855       | 100,00      |
| Abstention     | Abstention         | Abstention     | 2 079        | 26,43        | 2 588       | 32,95       |
| Votants        | Votants            | Votants        | 5 788        | 73,57        | 5 267       | 67,05       |
| Blancs et nuls | Blancs et nuls     | Blancs et nuls | 233          | 4,03         | 242         | 4,59        |
| Exprimés       | Exprimés           | Exprimés       | 5 555        | 95,97        | 5 025       | 95,41       |

### Canton de Grenoble-1
| Candidats      | Candidats           | Étiquette      | Premier tour | Premier tour | Second tour | Second tour |
| Candidats      | Candidats           | Étiquette      | Voix         | %            | Voix        | %           |
| -------------- | ------------------- | -------------- | ------------ | ------------ | ----------- | ----------- |
|                | Yves Machefaux      | UDF            | 2 653        | 26,45        | 4 258       | 54,80       |
|                | Jean-Paul Giraud    | PS             | 2 056        | 20,50        | 3 512       | 45,20       |
|                | Hugues Petit        | FN             | 1 665        | 16,60        |             |             |
|                | Genevieve Jonot     | Verts          | 1 374        | 13,70        |             |             |
|                | Françoise Paramelle | DVD            | 1 073        | 10,70        |             |             |
|                | Patrice Voir        | PCF            | 724          | 7,22         |             |             |
|                | Amar Behloul        | PS             | 264          | 2,63         |             |             |
|                | Jean-Claude Berthet | DVD            | 220          | 2,19         |             |             |
|                |                     |                |              |              |             |             |
| Inscrits       | Inscrits            | Inscrits       | 17 159       | 100,00       | 17 159      | 100,00      |
| Abstention     | Abstention          | Abstention     | 6 703        | 39,06        | 8 704       | 50,73       |
| Votants        | Votants             | Votants        | 10 456       | 60,94        | 8 455       | 49,27       |
| Blancs et nuls | Blancs et nuls      | Blancs et nuls | 427          | 4,08         | 685         | 8,10        |
| Exprimés       | Exprimés            | Exprimés       | 10 029       | 95,92        | 7 770       | 91,90       |

### Canton de Grenoble-3
| Candidats      | Candidats            | Étiquette      | Premier tour | Premier tour | Second tour | Second tour |
| Candidats      | Candidats            | Étiquette      | Voix         | %            | Voix        | %           |
| -------------- | -------------------- | -------------- | ------------ | ------------ | ----------- | ----------- |
|                | Michel Destot*       | PS             | 1 936        | 26,42        | 3 158       | 50,65       |
|                | Bernard Betto        | UDF            | 1 692        | 23,09        | 2 158       | 34,61       |
|                | Mireille d'Ornano    | FN             | 1 216        | 16,60        | 919         | 14,74       |
|                | Jean-Edouard Mazille | GE             | 789          | 10,77        |             |             |
|                | Léo Richaud          | Verts          | 762          | 10,40        |             |             |
|                | Mariano Bona         | PCF            | 426          | 5,81         |             |             |
|                | David Fitoussi       | DVD            | 242          | 3,30         |             |             |
|                | Aziz Sahiri          | DVD            | 157          | 2,14         |             |             |
|                | Maurice Colliat      | EXG            | 107          | 1,46         |             |             |
|                |                      |                |              |              |             |             |
| Inscrits       | Inscrits             | Inscrits       | 12 004       | 100,00       | 12 005      | 100,00      |
| Abstention     | Abstention           | Abstention     | 4 395        | 36,61        | 5 474       | 45,60       |
| Votants        | Votants              | Votants        | 7 609        | 63,39        | 6 531       | 54,40       |
| Blancs et nuls | Blancs et nuls       | Blancs et nuls | 282          | 3,71         | 296         | 4,53        |
| Exprimés       | Exprimés             | Exprimés       | 7 327        | 96,29        | 6 235       | 95,47       |

*sortant

### Canton de Grenoble-6
| Candidats      | Candidats            | Étiquette      | Premier tour | Premier tour | Second tour | Second tour |
| Candidats      | Candidats            | Étiquette      | Voix         | %            | Voix        | %           |
| -------------- | -------------------- | -------------- | ------------ | ------------ | ----------- | ----------- |
|                | Annie Deschamps*     | PS             | 2 038        | 31,63        | 2 940       | 58,01       |
|                | Genevieve Tchidemian | RPR            | 1 608        | 24,95        | 2 128       | 41,99       |
|                | Jo Briant            | EXG            | 1 109        | 17,21        |             |             |
|                | Bruno de Bonfils     | FN             | 1 100        | 17,07        |             |             |
|                | Christian Pechalat   | PCF            | 438          | 6,80         |             |             |
|                | Lakdar Lahcine       | DVD            | 151          | 2,34         |             |             |
|                |                      |                |              |              |             |             |
| Inscrits       | Inscrits             | Inscrits       | 11 332       | 100,00       | 11 332      | 100,00      |
| Abstention     | Abstention           | Abstention     | 4 573        | 40,35        | 5 895       | 52,02       |
| Votants        | Votants              | Votants        | 6 759        | 59,65        | 5 437       | 47,98       |
| Blancs et nuls | Blancs et nuls       | Blancs et nuls | 315          | 4,66         | 369         | 6,79        |
| Exprimés       | Exprimés             | Exprimés       | 6 444        | 95,34        | 5 068       | 93,21       |

*sortant

### Canton de Heyrieux
| Candidats      | Candidats       | Étiquette      | Premier tour | Premier tour |
| Candidats      | Candidats       | Étiquette      | Voix         | %            |
| -------------- | --------------- | -------------- | ------------ | ------------ |
|                | Bernard Saugey* | UDF            | 3 924        | 55,55        |
|                | Gilles Devers   | PS             | 1 640        | 23,22        |
|                | Raymond Bailly  | FN             | 1 077        | 15,25        |
|                | Arlette Olanier | PCF            | 423          | 5,99         |
|                |                 |                |              |              |
| Inscrits       | Inscrits        | Inscrits       | 10 402       | 100,00       |
| Abstention     | Abstention      | Abstention     | 2 988        | 28,73        |
| Votants        | Votants         | Votants        | 7 414        | 71,27        |
| Blancs et nuls | Blancs et nuls  | Blancs et nuls | 350          | 4,72         |
| Exprimés       | Exprimés        | Exprimés       | 7 064        | 95,28        |

*sortant

### Canton de Mens
| Candidats      | Candidats                 | Étiquette      | Premier tour | Premier tour | Second tour | Second tour |
| Candidats      | Candidats                 | Étiquette      | Voix         | %            | Voix        | %           |
| -------------- | ------------------------- | -------------- | ------------ | ------------ | ----------- | ----------- |
|                | Guy Mathelet              | DVD            | 612          | 33,08        | 811         | 45,82       |
|                | Jean-Auguste Richard*     | PS             | 594          | 32,11        | 959         | 54,18       |
|                | Pierre Arnaud             | EXG            | 289          | 15,62        | Retrait     | Retrait     |
|                | Jean-Paul Mauberret       | PCF            | 198          | 10,70        |             |             |
|                | Pierre Vernet             | FN             | 108          | 5,84         |             |             |
|                | Pierre-Patrick Kaltenbach | PS             | 49           | 2,65         |             |             |
|                |                           |                |              |              |             |             |
| Inscrits       | Inscrits                  | Inscrits       | 2 433        | 100,00       | 2 433       | 100,00      |
| Abstention     | Abstention                | Abstention     | 520          | 21,37        | 585         | 24,04       |
| Votants        | Votants                   | Votants        | 1 913        | 78,63        | 1 848       | 75,96       |
| Blancs et nuls | Blancs et nuls            | Blancs et nuls | 63           | 3,29         | 78          | 4,22        |
| Exprimés       | Exprimés                  | Exprimés       | 1 850        | 96,71        | 1 770       | 95,78       |

*sortant

### Canton de Monestier-de-Clermont
| Candidats      | Candidats          | Étiquette      | Premier tour | Premier tour |
| Candidats      | Candidats          | Étiquette      | Voix         | %            |
| -------------- | ------------------ | -------------- | ------------ | ------------ |
|                | Maurice Puissat*   | DVG            | 963          | 51,20        |
|                | Bernard Freydier   | PS             | 346          | 18,39        |
|                | Yves Giron         | FN             | 243          | 12,92        |
|                | Vincent Leras      | Verts          | 148          | 7,87         |
|                | Jean-Paul Repellin | PCF            | 104          | 5,53         |
|                | Bernard Tucek      | DVD            | 77           | 4,09         |
|                |                    |                |              |              |
| Inscrits       | Inscrits           | Inscrits       | 2 544        | 100,00       |
| Abstention     | Abstention         | Abstention     | 575          | 22,60        |
| Votants        | Votants            | Votants        | 1 969        | 77,40        |
| Blancs et nuls | Blancs et nuls     | Blancs et nuls | 88           | 4,47         |
| Exprimés       | Exprimés           | Exprimés       | 1 881        | 95,53        |

*sortant

### Canton de Morestel
| Candidats      | Candidats         | Étiquette      | Premier tour | Premier tour | Second tour | Second tour |
| Candidats      | Candidats         | Étiquette      | Voix         | %            | Voix        | %           |
| -------------- | ----------------- | -------------- | ------------ | ------------ | ----------- | ----------- |
|                | Jean Genin*       | DVG            | 3 675        | 42,35        | 5 016       | 75,16       |
|                | Roger Cordier     | PS             | 1 275        | 14,69        | 1 658       | 24,84       |
|                | Albert Sagnimorte | FN             | 1 192        | 13,74        |             |             |
|                | Jacques Colomb    | DVD            | 931          | 10,73        |             |             |
|                | Ernest Berthet    | PCF            | 882          | 10,16        |             |             |
|                | Rene Gauthier     | DVD            | 722          | 8,32         |             |             |
|                |                   |                |              |              |             |             |
| Inscrits       | Inscrits          | Inscrits       | 13 955       | 100,00       | 13 951      | 100,00      |
| Abstention     | Abstention        | Abstention     | 4 778        | 34,24        | 6 600       | 47,31       |
| Votants        | Votants           | Votants        | 9 177        | 65,76        | 7 351       | 52,69       |
| Blancs et nuls | Blancs et nuls    | Blancs et nuls | 500          | 5,45         | 677         | 9,21        |
| Exprimés       | Exprimés          | Exprimés       | 8 677        | 94,55        | 6 674       | 90,79       |

*sortant

### Canton de La Mure
| Candidats      | Candidats         | Étiquette      | Premier tour | Premier tour | Second tour | Second tour |
| Candidats      | Candidats         | Étiquette      | Voix         | %            | Voix        | %           |
| -------------- | ----------------- | -------------- | ------------ | ------------ | ----------- | ----------- |
|                | Claude Pequignot* | DVD            | 2 722        | 44,59        | 3 186       | 58,57       |
|                | Jean Lozier       | PCF            | 1 392        | 22,80        | 2 254       | 41,43       |
|                | Patrick Ozzelo    | PS             | 802          | 13,14        |             |             |
|                | Jackie Machu      | FN             | 634          | 10,39        |             |             |
|                | Jean-Paul Biessy  | Verts          | 554          | 9,08         |             |             |
|                |                   |                |              |              |             |             |
| Inscrits       | Inscrits          | Inscrits       | 9 295        | 100,00       | 9 284       | 100,00      |
| Abstention     | Abstention        | Abstention     | 2 934        | 31,57        | 3 556       | 38,30       |
| Votants        | Votants           | Votants        | 6 361        | 68,43        | 5 728       | 61,70       |
| Blancs et nuls | Blancs et nuls    | Blancs et nuls | 257          | 4,04         | 288         | 5,03        |
| Exprimés       | Exprimés          | Exprimés       | 6 104        | 95,96        | 5 440       | 94,97       |

*sortant

### Canton de Roussillon
| Candidats      | Candidats         | Étiquette      | Premier tour | Premier tour | Second tour | Second tour |
| Candidats      | Candidats         | Étiquette      | Voix         | %            | Voix        | %           |
| -------------- | ----------------- | -------------- | ------------ | ------------ | ----------- | ----------- |
|                | Maurice Poirier   | PCF            | 4 264        | 24,75        | 7 388       | 49,13       |
|                | René Bourget*     | PS             | 3 987        | 23,14        |             |             |
|                | Patrick Metral    | UDF            | 3 835        | 22,26        | 5 319       | 35,37       |
|                | Jean-Marc Monnery | FN             | 2 863        | 16,62        | 2 332       | 15,51       |
|                | Hervé Prat        | Verts          | 1 114        | 6,47         |             |             |
|                | Andre Michel      | PS             | 720          | 4,18         |             |             |
|                | Kamel Hamani      | PS             | 446          | 2,59         |             |             |
|                |                   |                |              |              |             |             |
| Inscrits       | Inscrits          | Inscrits       | 26 445       | 100,00       | 26 445      | 100,00      |
| Abstention     | Abstention        | Abstention     | 8 322        | 31,47        | 10 457      | 39,54       |
| Votants        | Votants           | Votants        | 18 123       | 68,53        | 15 988      | 60,46       |
| Blancs et nuls | Blancs et nuls    | Blancs et nuls | 894          | 4,93         | 949         | 5,94        |
| Exprimés       | Exprimés          | Exprimés       | 17 229       | 95,07        | 15 039      | 94,06       |

*sortant

### Canton de Saint-Égrève
| Candidats      | Candidats           | Étiquette      | Premier tour | Premier tour | Second tour | Second tour |
| Candidats      | Candidats           | Étiquette      | Voix         | %            | Voix        | %           |
| -------------- | ------------------- | -------------- | ------------ | ------------ | ----------- | ----------- |
|                | Jean-Yves Poirier*  | RPR            | 3 160        | 29,88        | 5 077       | 57,48       |
|                | Bernard Cornu       | PS             | 2 195        | 20,75        | 3 755       | 42,52       |
|                | Georges Girard      | FN             | 1 322        | 12,50        |             |             |
|                | Yves Cros           | Verts          | 1 203        | 11,37        |             |             |
|                | Yves Deschamps      | DVD            | 1 203        | 11,37        |             |             |
|                | Philippe Goubault   | PS             | 794          | 7,51         |             |             |
|                | Jacques Stolzenberg | PCF            | 700          | 6,62         |             |             |
|                |                     |                |              |              |             |             |
| Inscrits       | Inscrits            | Inscrits       | 15 322       | 100,00       | 15 322      | 100,00      |
| Abstention     | Abstention          | Abstention     | 4 415        | 28,81        | 5 867       | 38,29       |
| Votants        | Votants             | Votants        | 10 907       | 71,19        | 9 455       | 61,71       |
| Blancs et nuls | Blancs et nuls      | Blancs et nuls | 330          | 3,03         | 623         | 6,59        |
| Exprimés       | Exprimés            | Exprimés       | 10 577       | 96,97        | 8 832       | 93,41       |

*sortant

### Canton de Saint-Geoire-en-Valdaine
| Candidats      | Candidats            | Étiquette      | Premier tour | Premier tour | Second tour | Second tour |
| Candidats      | Candidats            | Étiquette      | Voix         | %            | Voix        | %           |
| -------------- | -------------------- | -------------- | ------------ | ------------ | ----------- | ----------- |
|                | André Gillet         | UDF            | 1 377        | 38,25        | 1 898       | 55,55       |
|                | Louis Monin-Picard   | RPR            | 777          | 21,58        | 1 519       | 44,45       |
|                | Roger Sestier-Carlin | UDF            | 450          | 12,50        |             |             |
|                | Maurice Commandeur   | Verts          | 352          | 9,78         |             |             |
|                | Joël Orard           | FN             | 287          | 7,97         |             |             |
|                | Lucien Jallamion     | PS             | 272          | 7,56         |             |             |
|                | Michel Vandel        | PCF            | 85           | 2,36         |             |             |
|                |                      |                |              |              |             |             |
| Inscrits       | Inscrits             | Inscrits       | 5 387        | 100,00       | 5 386       | 100,00      |
| Abstention     | Abstention           | Abstention     | 1 662        | 30,85        | 1 805       | 33,51       |
| Votants        | Votants              | Votants        | 3 725        | 69,15        | 3 581       | 66,49       |
| Blancs et nuls | Blancs et nuls       | Blancs et nuls | 125          | 3,36         | 164         | 4,58        |
| Exprimés       | Exprimés             | Exprimés       | 3 600        | 96,64        | 3 417       | 95,42       |

### Canton de Saint-Jean-de-Bournay
| Candidats      | Candidats          | Étiquette      | Premier tour | Premier tour |
| Candidats      | Candidats          | Étiquette      | Voix         | %            |
| -------------- | ------------------ | -------------- | ------------ | ------------ |
|                | Georges Colombier* | UDF            | 4 231        | 70,69        |
|                | Albert Petrequin   | PS             | 709          | 11,85        |
|                | Gabriel Giaconia   | FN             | 612          | 10,23        |
|                | Marcel Berthier    | PCF            | 433          | 7,23         |
|                |                    |                |              |              |
| Inscrits       | Inscrits           | Inscrits       | 8 941        | 100,00       |
| Abstention     | Abstention         | Abstention     | 2 652        | 29,66        |
| Votants        | Votants            | Votants        | 6 289        | 70,34        |
| Blancs et nuls | Blancs et nuls     | Blancs et nuls | 304          | 4,83         |
| Exprimés       | Exprimés           | Exprimés       | 5 985        | 95,17        |

*sortant

### Canton de Saint-Marcellin
| Candidats      | Candidats            | Étiquette      | Premier tour | Premier tour | Second tour | Second tour |
| Candidats      | Candidats            | Étiquette      | Voix         | %            | Voix        | %           |
| -------------- | -------------------- | -------------- | ------------ | ------------ | ----------- | ----------- |
|                | Louis Ferrouillat    | RPR            | 2 896        | 32,61        | 3 887       | 47,10       |
|                | Robert Pinet         | UDF            | 2 752        | 30,99        | 4 365       | 52,90       |
|                | Jean-Yves Balestas   | PS             | 1 174        | 13,22        |             |             |
|                | Marie-France Despres | FN             | 944          | 10,63        |             |             |
|                | Philippe Chomat      | Verts          | 711          | 8,01         |             |             |
|                | Dominique Germain    | PCF            | 403          | 4,54         |             |             |
|                |                      |                |              |              |             |             |
| Inscrits       | Inscrits             | Inscrits       | 13 350       | 100,00       | 13 350      | 100,00      |
| Abstention     | Abstention           | Abstention     | 4 106        | 30,76        | 4 570       | 34,23       |
| Votants        | Votants              | Votants        | 9 244        | 69,24        | 8 780       | 65,77       |
| Blancs et nuls | Blancs et nuls       | Blancs et nuls | 364          | 3,94         | 528         | 6,01        |
| Exprimés       | Exprimés             | Exprimés       | 8 880        | 96,06        | 8 252       | 93,99       |

### Canton de Saint-Martin-d'Hères-Nord
| Candidats      | Candidats              | Étiquette      | Premier tour | Premier tour | Second tour | Second tour |
| Candidats      | Candidats              | Étiquette      | Voix         | %            | Voix        | %           |
| -------------- | ---------------------- | -------------- | ------------ | ------------ | ----------- | ----------- |
|                | Madeleine Barathieu*   | PCF            | 1 391        | 27,30        | 2 000       | 100,00      |
|                | Marie-Françoise Martin | PS             | 864          | 16,95        |             |             |
|                | Georges Ferlin         | FN             | 824          | 16,17        |             |             |
|                | Pierre Bon             | GE             | 639          | 12,54        |             |             |
|                | Leslie Chalier         | UDF            | 610          | 11,97        |             |             |
|                | Florence Joussellin    | Verts          | 526          | 10,32        |             |             |
|                | Jean Viciana           | PS             | 126          | 2,47         |             |             |
|                | Jérôme Marchal         | DVD            | 116          | 2,28         |             |             |
|                |                        |                |              |              |             |             |
| Inscrits       | Inscrits               | Inscrits       | 8 691        | 100,00       | 8 689       | 100,00      |
| Abstention     | Abstention             | Abstention     | 3 343        | 38,47        | 5 352       | 61,60       |
| Votants        | Votants                | Votants        | 5 348        | 61,53        | 3 337       | 38,40       |
| Blancs et nuls | Blancs et nuls         | Blancs et nuls | 252          | 4,71         | 1337        | 40,07       |
| Exprimés       | Exprimés               | Exprimés       | 5 096        | 95,29        | 2 000       | 59,93       |

*sortant

### Canton de Tullins
| Candidats      | Candidats            | Étiquette      | Premier tour | Premier tour | Second tour | Second tour |
| Candidats      | Candidats            | Étiquette      | Voix         | %            | Voix        | %           |
| -------------- | -------------------- | -------------- | ------------ | ------------ | ----------- | ----------- |
|                | André Vallini        | PS             | 1 687        | 37,08        | 2 198       | 52,05       |
|                | Moïse Zala*          | DVD            | 1 269        | 27,89        | 2 025       | 47,95       |
|                | Maurice Valsaque     | FN             | 631          | 13,87        |             |             |
|                | Serge Perrier        | DVD            | 343          | 7,54         |             |             |
|                | Jean-Jacques Tournon | Verts          | 242          | 5,32         |             |             |
|                | Jean-Claude Mas      | PCF            | 195          | 4,29         |             |             |
|                | Gaëtan Cerbello      | PS             | 183          | 4,02         |             |             |
|                |                      |                |              |              |             |             |
| Inscrits       | Inscrits             | Inscrits       | 6 613        | 100,00       | 6 612       | 100,00      |
| Abstention     | Abstention           | Abstention     | 1 788        | 27,04        | 2 083       | 31,50       |
| Votants        | Votants              | Votants        | 4 825        | 72,96        | 4 529       | 68,50       |
| Blancs et nuls | Blancs et nuls       | Blancs et nuls | 275          | 5,70         | 306         | 6,76        |
| Exprimés       | Exprimés             | Exprimés       | 4 550        | 94,30        | 4 223       | 93,24       |

*sortant

### Canton de Valbonnais
| Candidats      | Candidats        | Étiquette      | Premier tour | Premier tour |
| Candidats      | Candidats        | Étiquette      | Voix         | %            |
| -------------- | ---------------- | -------------- | ------------ | ------------ |
|                | Marcel Berthier* | DVG            | 719          | 51,88        |
|                | Charles Galvin   | PS             | 283          | 20,42        |
|                | Marc Chesney     | UDF            | 155          | 11,18        |
|                | Catherine Jehl   | Verts          | 77           | 5,56         |
|                | Maurice Lancon   | FN             | 76           | 5,48         |
|                | Guy Vincent      | PCF            | 76           | 5,48         |
|                |                  |                |              |              |
| Inscrits       | Inscrits         | Inscrits       | 1 912        | 100,00       |
| Abstention     | Abstention       | Abstention     | 488          | 25,52        |
| Votants        | Votants          | Votants        | 1 424        | 74,48        |
| Blancs et nuls | Blancs et nuls   | Blancs et nuls | 38           | 2,67         |
| Exprimés       | Exprimés         | Exprimés       | 1 386        | 97,33        |

*sortant

### Canton de La Verpillière
| Candidats      | Candidats        | Étiquette      | Premier tour | Premier tour | Second tour | Second tour |
| Candidats      | Candidats        | Étiquette      | Voix         | %            | Voix        | %           |
| -------------- | ---------------- | -------------- | ------------ | ------------ | ----------- | ----------- |
|                | Achille Paoli*   | RPR            | 1 656        | 27,43        | 1 891       | 35,20       |
|                | Patrick Ancel    | PS             | 1 138        | 18,85        | 1 589       | 29,58       |
|                | Eric Brunot      | FN             | 1 014        | 16,79        | 871         | 16,21       |
|                | Roger Marechal   | DVD            | 915          | 15,15        | 1 021       | 19,01       |
|                | Pierre Gailleton | Verts          | 514          | 8,51         |             |             |
|                | Jean-Claude Cano | PCF            | 457          | 7,57         |             |             |
|                | Claude Berenguer | DVD            | 344          | 5,70         |             |             |
|                |                  |                |              |              |             |             |
| Inscrits       | Inscrits         | Inscrits       | 9 035        | 100,00       | 9 035       | 100,00      |
| Abstention     | Abstention       | Abstention     | 2 790        | 30,88        | 3 445       | 38,13       |
| Votants        | Votants          | Votants        | 6 245        | 69,12        | 5 590       | 61,87       |
| Blancs et nuls | Blancs et nuls   | Blancs et nuls | 207          | 3,31         | 218         | 3,90        |
| Exprimés       | Exprimés         | Exprimés       | 6 038        | 96,69        | 5 372       | 96,10       |

*sortant

### Canton de Vienne-Sud
| Candidats      | Candidats          | Étiquette      | Premier tour | Premier tour | Second tour | Second tour |
| Candidats      | Candidats          | Étiquette      | Voix         | %            | Voix        | %           |
| -------------- | ------------------ | -------------- | ------------ | ------------ | ----------- | ----------- |
|                | Jacques Remiller*  | UDF            | 4 973        | 40,53        | 5 768       | 53,67       |
|                | Gilbert Frenay     | PS             | 2 813        | 22,92        | 3 289       | 30,60       |
|                | Henry Despres      | FN             | 2 164        | 17,64        | 1 690       | 15,73       |
|                | Jacques Jury       | PS             | 1 270        | 10,35        |             |             |
|                | Dominique Fournier | PCF            | 530          | 4,32         |             |             |
|                | Mustapha Yahimi    | PS             | 521          | 4,25         |             |             |
|                |                    |                |              |              |             |             |
| Inscrits       | Inscrits           | Inscrits       | 17 839       | 100,00       | 17 839      | 100,00      |
| Abstention     | Abstention         | Abstention     | 4 967        | 27,84        | 6 527       | 36,59       |
| Votants        | Votants            | Votants        | 12 872       | 72,16        | 11 312      | 63,41       |
| Blancs et nuls | Blancs et nuls     | Blancs et nuls | 601          | 4,67         | 565         | 4,99        |
| Exprimés       | Exprimés           | Exprimés       | 12 271       | 95,33        | 10 747      | 95,01       |

*sortant

### Canton de Villard-de-Lans
| Candidats      | Candidats           | Étiquette      | Premier tour | Premier tour |
| Candidats      | Candidats           | Étiquette      | Voix         | %            |
| -------------- | ------------------- | -------------- | ------------ | ------------ |
|                | Jean Faure*         | UDF            | 2 421        | 56,95        |
|                | Alain Caullireau    | Verts          | 711          | 16,73        |
|                | Jacques Petitpretre | PS             | 550          | 12,94        |
|                | Erick d'Andres      | FN             | 384          | 9,03         |
|                | Jacques Maisonnat   | PCF            | 185          | 4,35         |
|                |                     |                |              |              |
| Inscrits       | Inscrits            | Inscrits       | 6 277        | 100,00       |
| Abstention     | Abstention          | Abstention     | 1 850        | 29,47        |
| Votants        | Votants             | Votants        | 4 427        | 70,53        |
| Blancs et nuls | Blancs et nuls      | Blancs et nuls | 176          | 3,98         |
| Exprimés       | Exprimés            | Exprimés       | 4 251        | 96,02        |

*sortant

### Canton de Vinay
| Candidats      | Candidats        | Étiquette      | Premier tour | Premier tour | Second tour | Second tour |
| Candidats      | Candidats        | Étiquette      | Voix         | %            | Voix        | %           |
| -------------- | ---------------- | -------------- | ------------ | ------------ | ----------- | ----------- |
|                | Bernard Quercy   | RPR            | 1 335        | 37,21        | 1 881       | 56,47       |
|                | Jean-Claude Coux | PS             | 834          | 23,24        | 1 450       | 43,53       |
|                | Claude Roupioz   | PCF            | 565          | 15,75        |             |             |
|                | Yves Borel       | PS             | 390          | 10,87        |             |             |
|                | Michel Petrocchi | FN             | 376          | 10,48        |             |             |
|                | Roland Anselmet  | PCF            | 88           | 2,45         |             |             |
|                |                  |                |              |              |             |             |
| Inscrits       | Inscrits         | Inscrits       | 5 122        | 100,00       | 5 122       | 100,00      |
| Abstention     | Abstention       | Abstention     | 1 352        | 26,40        | 1 604       | 31,32       |
| Votants        | Votants          | Votants        | 3 770        | 73,60        | 3 518       | 68,68       |
| Blancs et nuls | Blancs et nuls   | Blancs et nuls | 182          | 4,83         | 187         | 5,32        |
| Exprimés       | Exprimés         | Exprimés       | 3 588        | 95,17        | 3 331       | 94,68       |

### Canton de Voiron
| Candidats      | Candidats           | Étiquette      | Premier tour | Premier tour | Second tour | Second tour |
| Candidats      | Candidats           | Étiquette      | Voix         | %            | Voix        | %           |
| -------------- | ------------------- | -------------- | ------------ | ------------ | ----------- | ----------- |
|                | Michel Hannoun*     | RPR            | 7 166        | 43,79        | 7 341       | 49,64       |
|                | Gilbert Mathieu     | PS             | 2 915        | 17,81        | 3 260       | 22,04       |
|                | Jean-Michel Guillon | Verts          | 2 815        | 17,20        | 2 323       | 15,71       |
|                | Jean Tabeling       | FN             | 2 475        | 15,13        | 1 865       | 12,61       |
|                | Gilbert Guiboud     | PCF            | 992          | 6,06         |             |             |
|                |                     |                |              |              |             |             |
| Inscrits       | Inscrits            | Inscrits       | 24 698       | 100,00       | 24 698      | 100,00      |
| Abstention     | Abstention          | Abstention     | 7 515        | 30,43        | 9 462       | 38,31       |
| Votants        | Votants             | Votants        | 17 183       | 69,57        | 15 236      | 61,69       |
| Blancs et nuls | Blancs et nuls      | Blancs et nuls | 820          | 4,77         | 447         | 2,93        |
| Exprimés       | Exprimés            | Exprimés       | 16 363       | 95,23        | 14 789      | 97,07       |

*sortant